# Arabaşı
En la cuina turca, l'Arabaşı o Arabaşı çorbası (sopa d'arabaşı) és una sopa tradicional de brou i carn de pollastre o gall dindi amb una mena de "dumplings" (pelotes de massa). Els altres ingredients bàsics son salça, oli de cuinar, especies i, naturalment, aigua. Per a fer aquesta sopa, es cuina un pollastre i després la seva carn, trossejada en tires primes (vegeu la imatge) es fa servir com un ingredient més de la sopa.
En turc, Arab aşı significa 'menjar àrab'. Algunes fonts diuen que les paraules originals eren ara aşı (plat entre menjars) i que van canviar amb el pas del temps.